# アレクサンドル・ブルダ
アレクサンドル・フョードロヴィチ・ブルダ（ロシア語: Алекса́ндр Фёдорович Бурда́、アリェクサーンドル・フョーダラヴィチ・ブルダー、1911年4月12日 - 1944年1月25日）は、ソビエト連邦の軍人、ソ連邦英雄。最終階級は親衛大佐。大戦を通じ、30両以上の戦車を撃破したエースである。

## 経歴

### 前半生
ブルダは1911年4月12日、ロシア帝国ロヴェニキ（現在ルハーンシク州の一都市）の炭鉱夫の長男として生まれた。ウクライナ人の血を引いており、後にブルダの下には8人の兄弟が生まれ大家族となる。
6学年で教育を終えた後、羊飼いとなった。次いで電気技師の訓練を受け、ロヴェニキの第15鉱山「ヴァレンティノフカ」で整備士として働いている。
1932年にブルダは徴兵され、第5重戦車旅団に配属された。同年よりソビエト連邦共産党に入党。1934年からは機関銃手となり、その後中央砲塔の司令官に就いた。T-35重戦車の製造工場が監修した特別教育も受けている。1936年にハリコフでの教育を終え、正式に小隊司令官となった。このころ徴兵期間が終了したが、彼は軍に留まることを決意した。
ブルダは短期間で徹底的に戦車に関することを学び、修得した。彼の優秀さは沿ヴォルガ軍管区の司令官の目に留まり、赤軍優等章を受章している。その後彼はスタニスラーウに駐屯していた第14重戦車旅団に移動した。この旅団ではT-28中戦車中隊の司令官に就任。1940年の夏には第14旅団などが基となって新たに第15戦車師団が形成され、彼もここに加わった。第15戦車師団には彼の友人でありライバルでもあったパーヴェル・ザスカリコも加わっている。

### 大祖国戦争
大祖国戦争勃発時、第15戦車師団所属のブルダはスタニスラーウ西部国境付近にいた。彼は開戦初日から激しい戦闘に巻き込まれたが、第15戦車師団の撤退の際にはヴィニツィア州でドイツ軍の戦車部隊を撃破している。この戦闘でT-28の戦車砲指揮官を務めていたのは、後にソ連の戦車エースとなるヴァシーリー・ストロジェンコだった。
然しながら、激しい戦闘によりほぼ壊滅状態に追いやられた第15戦車師団は、所属していた第12軍司令官パーヴェル・ポネジェーリンがドイツの捕虜になったことを受けて解散。同様に壊滅した第20戦車師団の残党勢力と合流し、1941年8月19日に第4戦車旅団を形成した。第15戦車師団からの配属となったブルダは、旅団の第3中戦車中隊司令官に就任した。この時点で既に彼は戦車8両と車両4台を撃破していた。彼は大戦を通じて第4戦車旅団（後に第1親衛戦車旅団と改称）に所属し、オリョールやムツェンスク、ヴォロコラムスクからカリーニンに至るまで多くの戦場に赴いた。
戦闘がない時、ブルダは自由時間でダンスをしたり、シンガーソングライターとして歌を歌ったりしながらのんびり過ごしていたという。
ブルダが第4戦車旅団で初めて成功を収めた作戦は、オリョールでの敵部隊偵察である。10月4日、彼は旅団司令官ミハイル・カトゥコフの指揮の下、第1戦車大隊司令官V・G・グセフとともにT-34やKV-1を率いてオリョールへ偵察に出向いた。ブルダの部隊は10両の軽・中戦車、2門の対戦車砲などに加え90人の兵士を伴っていた。彼らの偵察により、オリョールに陣取っている部隊はハインツ・グデーリアン率いる第24機械化軍団であることが判明した。その時の報告書では、「敵は急速に準備を進めており、主要部隊はオリョール＝ムツェンスク＝トゥーラの高速道路に沿って進み、南方からモスクワへの侵入を成功させようとしている」と述べられている。
1942年夏、戦闘中に合わせガラスとミルスケールが破損し、ブルダは眼球を負傷した。その後の手術が成功したため、彼は視力を失わずに済んでいる。カトゥコフは、この時のことを自身の回顧録に記録している。
1943年1月、連隊司令官となったブルダは包囲された騎兵部隊を撤退させるため、敵後方を探索しようと試みた。地形や気象条件を上手く使い、彼の戦車はドイツとの前線を突破した。探索の最中、彼はドイツの戦車列を撃破している。騎兵部隊を発見すると、装甲車両やそりなどを用いて前線を再び突破して引き戻した。ドイツ側は後方にソ連軍がいることを既に把握しており、彼らを撃退する準備をしていたが、ブルダたちの部隊は防衛戦の守備についていた第3機械化旅団とともに、最前線を突破し撤退する騎兵部隊の退却口を2日間に渡って防衛し続けた。
クルスクの戦いではブルダたちの戦車旅団はドイツ軍の射程圏内に位置していた。カトゥコフの回顧録では、「第49戦車旅団司令官のブルダによると、彼らの陣営には敵が絶え間なく攻撃してきたという。51両もの戦車が突破してきた。彼らはそれを撃破し、砲弾の跳ね返りが飛ぶ。 損害は甚大で、旅団の60パーセントを失った。」と記録されている。
ベルディーチェフ＝カザーティン＝ヴィーンニツァにかけての突破口を開くジトーミル＝ベルディーチェフ攻勢が始まった時、ブルダは第64親衛戦車旅団の指揮を執っていた。1943年12月23日から1944年1月25日までの約1ヵ月間で、この旅団は200キロに及ぶ距離を移動して多くの村を解放し、ドイツ将兵2,060人、戦車43両（そのうちティーガー14両）、自走砲126両以上（そのうちフェルディナント9両）、弾薬庫など5ヵ所を撃破する戦果を上げた。
1944年1月25日、コルスン包囲戦の最中、12両のティーガーIがツィブリェフ村近く（現ウクライナ・チェルカースィ州モナスティリシシェ地区付近）の旅団本営に接近したため、旅団本営の崩壊と重要機密書類が略取される危機にさらされた。このときブルダには戦車が1両しかなく、彼は12両のティーガーを単騎で迎え撃つこととなった。結果的に彼は2両のティーガーを撃破したが、彼自身数発の直撃弾を被っており、破壊された装甲の破片に当たって戦死した。戦闘中、旅団の他の兵士らは撤退に成功したため、機密書類がドイツの手に渡ることは防がれている。
B・V・ククシュキンによると、ブルダの旅団司令官としての功績は以下である。
戦死した時、ブルダには妻のアンナ・イヴァノヴナと12歳の息子エフゲニーがいた。1945年4月24日、ブルダにソ連邦英雄が追贈された。彼の遺体はルージンに埋葬されており、記念碑が設置されている。

## 叙勲
- ソ連邦英雄（1945年4月24日、追贈）
- レーニン勲章2回 (不明；1945年4月24日、追贈)
- 赤旗勲章
- 1等祖国戦争勲章
- 赤軍優等章（ロシア語版）

## 顕彰
ブルダの名は、ウクライナにある地域センターの名称に用いられている。埋葬地であるルージンの通りの1つは「ブルダ旅団司令官」の名が冠せられており、出生地であるロヴェニキやイヴァーノ＝フランキーウシク、チェルニウツィーなど所縁のある地には「英雄ブルダ」と名の付く通りがある。